# 志村光安
志村光安（？—1609年或1611年）是日本戰國時代至江戶時代前期武將。最上氏家臣。通稱伊豆守。別名是高治。

## 生平
父親志村光清是最上家的譜代家臣並仕於最上義光。被評為「性格剛強，口才亦讓人折服，不論是怎樣的強敵在他面前都只得投降。」最上義光希望獲得認可擔任出羽守，於是派他前往京都面見織田信長，交涉期間展示最上家的系圖，成功獲得敘任出羽守。
在慶長5年（1600年）的慶長出羽合戰中，於上杉軍2萬軍勢侵攻最上領地時，光安擔任長谷堂城的守備，鮭延秀綱也派出支援，利用伏兵等戰術來抵抗直江兼續的軍勢，對於城池的守備有很大貢獻。此外，追撃從狐越街道撤退的上杉軍，以及參與攻撃上杉軍志駄義秀籠城的東禪寺城（酒田城）等等，屢獲軍功。在戰後被賜予改稱為龜崎城的東禪寺城3萬石（有指是因為在慶長8年（1603年），有一隻大龜爬到酒田的地面上，於是向主君義光報告。義光以此為吉兆而把東禪寺城改名為龜崎城，把大寶寺城改名為鶴岡城）。還曾經為復興庄内的寺社（在1608年修造羽黑山五重塔等）作出貢獻。在慶長14年（1609年）或慶長16年（1611年）（山形縣飽海郡遊佐町的永泉寺中石塔的記錄是慶長16年）逝世。
光安死後，兒子光惟繼承家督，但是在元和3年（1617年）最上氏的內紛中，被清水義親指使的一栗高春加以殺害。殘留的一族在最上氏被改易後成為山形藩的家老，後來移至江戶，擔任水野忠邦的第一家老等職務，在明治維新後留在江戶藩邸（現今涉谷區神宮前）。還有其他族人在最上氏改易後，於東根地方歸農並改姓横尾，代代擔任郡中總代名主。

## 外部連結
- 最上義光歴史館 最上家臣余録　～知られざる最上家臣たちの姿～ （页面存档备份，存于）